# アフガニスタンの国歌
アフガニスタンの国歌は1926年以来、現在までに何度かの変更がなされている。本項目ではその一覧を示す。

## アフガニスタン王国の国歌

### 初代国歌
アフガニスタン王国の初代国歌は1926年から1943年まで使用された歌詞のない楽曲であった。

### 二代目の国歌
ロヤ・サラーム(パシュトー語: لوی سلام)はそのインキピットから我らの勇敢で高貴な王ペルシア語: ای شاه غیور و مهربان ماという別名をもつ、アフガニスタン王国の二代目の国歌である。この国歌は1943年に制定され、王政が廃止された1973年まで使用されていた。

## アフガニスタン共和国の国歌
アフガニスタン共和国の国歌(パシュトー語: د افغانستان جمهوريت ملي سرود,ダリー語: سرود ملی جمهوری افغانستان)はAbdul Rauf Benawa作詞、Abdul Ghafoor Breshna作曲の1973年から1978年に使用されていたアフガニスタン共和国の国歌である 。

## アフガニスタン民主共和国の国歌
アフガニスタン民主共和国で用いられていた国歌(パシュトー語: سرود ملی)は1978年から1992年にかけて使われた。Jalīl Ghahlānd作曲、Ustad Salim Sarmast編曲。作詞はアフガニスタン人民民主党員で詩人のAbdul Rauf Benawaによる。そのインキピットより熱烈たれ、より熱烈たれ(パシュトー語: گرم شه، لا گرم شه)という別名がある。

## アフガニスタン・イスラム国の国歌
イスラムの砦、アジアの心(パシュトー語: قلعه اسلام قلب اسیا)の別名をもつ国歌(パシュトー語: سرود ملی)は1992年から2002年にかけてアフガニスタン・イスラム国で使用され、2002年から2006年にはアフガニスタン・イスラム移行国およびアフガニスタン・イスラム共和国で使用された国歌である。しかし、1996年から2001年までの間はタリバーンがアフガニスタンの国土の大半を支配していたため国歌として使用されることがなかった。この曲はもともと1919年にUstad Qasimによって作曲されたムジャヒディーンの戦闘歌であった。

## アフガニスタン・イスラム首長国の国歌
ターリバーン政権下のアフガニスタン(アフガニスタン・イスラム首長国)では国家の象徴を定めた法律が存在しなかった。また、楽器を用いた音楽が違法とされていた。しかし、英雄の家This is the Home of the Brave(パシュトー語: دا د باتورانو کور, Dā də bātorāno kor) と呼ばれる楽器が使われないナシードを事実上の国歌として用いていた。

## アフガニスタン・イスラム共和国の国歌
アフガニスタン・イスラム共和国の国歌 (パシュトー語: ملی سرود - Milli Surood; ペルシア語: سرود ملی - "Surūd-e Millī")は2006年5月にロヤ・ジルガで正式に採用されたアフガニスタン・イスラム共和国の国歌である。作詞者はAbdul Bari Jahaniで、作曲者はBabrak Wassaである｡　アフガニスタン・イスラム共和国の崩壊後もスポーツ大会のアフガニスタン代表の歌として使用されている。

### 歌詞

#### パシュトー語
دا وطن افغانستان دى

دا عزت د هر افغان دى

كور د سولې، كور د تورې

هر بچى يې قهرمان دى

دا وطن د ټولو كور دى

د بلوڅو، د ازبكو

پــښــتــنو او هزاراو

د تركمنو، د تاجكو

ور سره عرب، ګوجر دي

پاميريان، نورستانيان

براهوي دي، قزلباش دي

هم ايماق، هم پشايان

دا هيواد به تل ځلېږي

لكه لمر پر شنه آسمان

په سينې كې د آسيا به

لكه زړه وي جاويدان

نوم د حق مو دى رهبر

وايو الله اكبر

وايو الله اكبر

وايو الله اكبر

#### 日本語
この地はアフガニスタン
それは全てのアフガン人の誇りなり
平和の国 剣の国
その息子らは勇敢なり
それは全ての部族の国
バローチ人の地 ウズベク人の地
パシュトゥーン人の地 ハザーラ人の地
トルクメン人の地 タジク人の地
アラブ人も グジャル人も
パミール人も ヌーリスターン人も
バラハウィ人も クズルバシュ人も
アイマーク人も パシャイー人も共に在り
この地は永遠に輝く
青空の太陽の如く
アジアの胸に
永遠にその心の如く続く
我らは唯一神に従う
我らは叫ぶ アッラーは偉大なり
我らは叫ぶ アッラーは偉大なり
我らは叫ぶ アッラーは偉大なり